# Anomalon californicum
Anomalon californicum là một loài tò vò trong họ Ichneumonidae.